# Campeonato Asiático de Atletismo de 2023 - Lançamento de martelo masculino
A prova do lançamento de martelo masculino do Campeonato Asiático de Atletismo de 2023 foi disputada no dia 13 de julho de 2023, no Estádio Nacional, em Banguecoque, na Tailândia.

## Recordes
Antes desta competição, os recordes mundiais e do campeonato nesta prova eram os seguintes:
|                       | Nome           | Nacionalidade   | Distância | Local     | Data                 |
| --------------------- | -------------- | --------------- | --------- | --------- | -------------------- |
| Recorde mundial       | Yuriy Sedykh   | União Soviética | 86m 74cm  | Estugarda | 30 de agosto de 1986 |
| Recorde do campeonato | Koji Murofushi | Japão           | 80m 45cm  | Colombo   | 10 de agosto de 2002 |
| Recorde asiático      | Koji Murofushi | Japão           | 84m 86cm  | Praga     | 29 de junho de 2003  |

## Medalhistas
| Ouro          | Prata                   | Bronze             |
| Wang Qi (CHN) | Sukhrob Khodyayev (UZB) | Shota Fukuda (JPN) |

## Cronograma
Todos os horários são locais (UTC+7)
| Data        | Hora  | Evento |
| ----------- | ----- | ------ |
| 13 de julho | 11:00 | Final  |

## Resultado final
A final ocorreu no dia 13 de julho às 11:00.
| Posição           | Atleta                   | Nacionalidade  | #1    | #2    | #3    | #4    | #5    | #6    | Resultados | Notas           |
| ----------------- | ------------------------ | -------------- | ----- | ----- | ----- | ----- | ----- | ----- | ---------- | --------------- |
| Medalha de ouro   | Wang Qi                  | China          | x     | 69.61 | 69.22 | 72.13 | x     | 70.94 | 72.13      |                 |
| Medalha de prata  | Sukhrob Khodyayev        | Uzbequistão    | 70.32 | 71.83 | 69.43 | 70.64 | 70.64 | x     | 71.83      |                 |
| Medalha de bronze | Shota Fukuda             | Japão          | 69.27 | 71.80 | 69.10 | 70.74 | x     | x     | 71.80      | Recorde pessoal |
| 4                 | Ryota Kashimura          | Japão          | 70.59 | x     | x     | 71.24 | 69.21 | 70.21 | 71.24      |                 |
| 5                 | Lee Yun-chul             | Coreia do Sul  | 66.94 | 65.13 | 64.38 | x     | 69.74 | x     | 69.74      |                 |
| 6                 | Jackie Wong Siew Cheer   | Malásia        | 63.58 | x     | 65.07 | x     | x     | 62.79 | 65.07      |                 |
| 7                 | Mohammed Al-Dubaisi      | Arábia Saudita | 63.08 | 64.42 | x     | 63.86 | 63.48 | x     | 64.42      |                 |
| 8                 | Kittipong Boonmawan      | Tailândia      | x     | 62.04 | 62.14 | x     | 62.02 | x     | 62.14      |                 |
| 9                 | Mohamad Abdallah Al-Zayr | Arábia Saudita | 61.48 | 59.41 | 61.25 |       |       |       | 61.48      |                 |
| 10                | Mergen Mammedov          | Turquemenistão | 61.38 | x     | x     |       |       |       | 61.38      |                 |
| 11                | Reza Moghaddam           | Irão           | x     | x     | 61.31 |       |       |       | 61.31      |                 |
| 12                | Ayubkhon Fayezov         | Uzbequistão    | x     | x     | 59.80 |       |       |       | 59.80      |                 |
| 13                | Sadat Marzuki Ajisan     | Malásia        | 58.04 | 58.94 | 59.40 |       |       |       | 59.40      |                 |
| 14                | Amanmurad Hommadov       | Turquemenistão | x     | 58.61 | x     |       |       |       | 58.61      |                 |
| 99                | Mubeen Al-Kindi          | Omã            |       |       |       |       |       |       | DNS        |                 |

Legenda
| Recorde mundial       | Recorde mundial (World record)               |                       | Recorde africano                      | Recorde africano (African) |                                           | Q | Classificado por posição (Qualified) |
| Recorde do campeonato | Recorde do campeonato (Championship record)  | Recorde da América    | Recorde da América (Americas)         | q                          | Classificado por melhor tempo (Qualified) |   |                                      |
| Melhor marca do ano   | Melhor marca do ano (World leading)          | Recorde asiático      | Recorde asiático (Asian)              | DNS                        | Não largou (Did not start)                |   |                                      |
| Recorde nacional      | Recorde nacional (National record)           | Recorde europeu       | Recorde europeu (European)            | DNF                        | Não terminou (Did not finish)             |   |                                      |
| Recorde pessoal       | Recorde pessoal do atleta (Personal best)    | Recorde da Oceania    | Recorde da Oceania (Oceania)          | DSQ / DQ                   | Desclassificado (Disqualified)            |   |                                      |
| Recorde da temporada  | Recorde da temporada do atleta (Season best) | Recorde sul-americano | Recorde sul-americano (South America) | NM                         | Sem marca (No mark)                       |   |                                      |